# General Air
General Air war eine deutsche Fluggesellschaft mit Sitz in Hamburg und Basis auf dem Flughafen Hamburg-Fuhlsbüttel.

## Geschichte

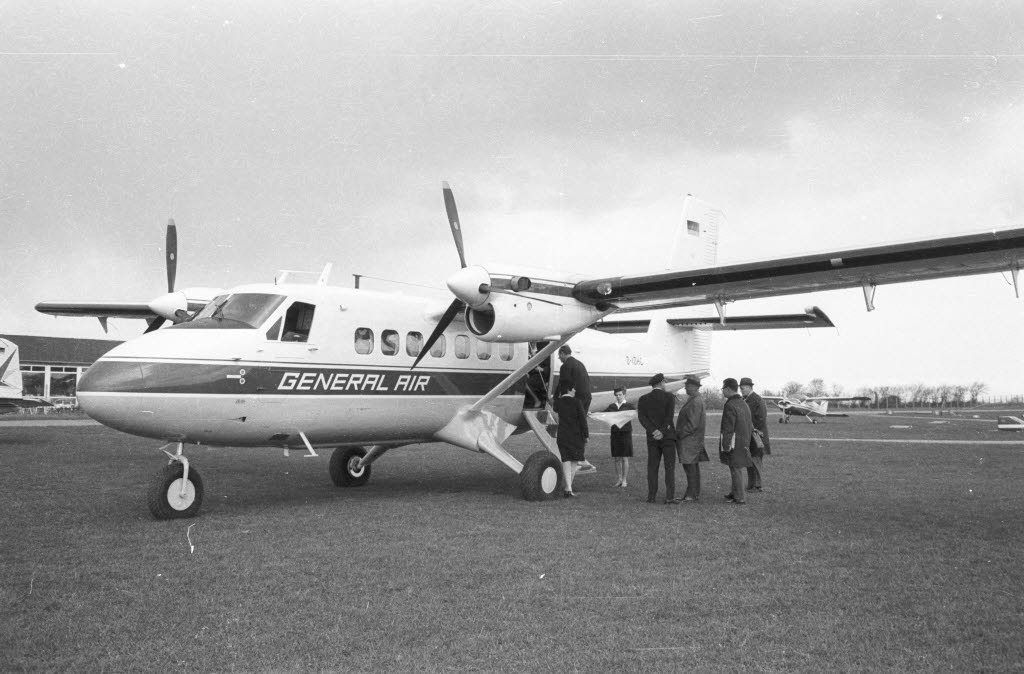
Eine de Havilland Canada DHC-6 Twin Otter der General Air, Kiel 1967

Seit ihrer Gründung hat General Air es als ihre Aufgabe verstanden, die norddeutschen Küstenregionen der Nord- und Ostsee für Urlauber zu erschließen. So ging General Air 1962 an den Start und verband Wangerooge, Helgoland und Sylt mit dem Festland. Zum Einsatz kamen dabei Dornier Do 27 und Do 28.
Im Jahr 1967 stieß die erste von insgesamt drei DHC-6 Twin Otter zur Flotte und schließlich auch eine HFB 320 Hansa Jet. Zwei Jahre später kauften die Reederei Hapag und der Bankier Salb Anteile der General Air. Salb übernahm schließlich die Fluggesellschaft und sorgte dafür, dass sowohl die Flotte als auch das Streckennetz weiter ausgebaut werden konnten. General Air kaufte 1969 zwei Convair CV-440, die vorher bei Lufthansa im Einsatz standen. Eine weitere, zuvor von der Schweizer Tellair betriebene CV-440 ergänzte im Jahr 1971 die Flotte.
Im Juni 1972 übernahm General Air die erste von später fünf Jakowlew Jak-40, die trotz westlicher Avionik nicht zur Zufriedenheit der Fluggesellschaft und Passagiere beitrug. Ohnehin galt russische Technik unter den Passagieren als unkomfortabel und unwirtschaftlich. Dennoch setzte General Air ihre Jak-40 auf innerdeutschen Strecken zwischen Hamburg, Kassel, Lübeck, Düsseldorf, Frankfurt am Main, München und Saarbrücken ein.
Obwohl sich 1974 weitere Geldgeber fanden, musste General Air noch im selben Jahr einige Strecken verkaufen. Im Januar 1976 meldete General Air schließlich Insolvenz an.

## Flotte
Im Laufe ihres Bestehens betrieb General Air folgende Flugzeugtypen:
- Beechcraft King Air A90
- Convair CV-440
- de Havilland Canada DHC-6 Twin Otter
- Dornier Do 27
- Dornier Do 28
- HFB 320
- Jakowlew Jak-40

## Zwischenfälle
- Am 22. September 1967 verunglückte eine Beechcraft King Air A90 der General Air (Luftfahrzeugkennzeichen D-ILNI). Auf einem Flug von Frankfurt nach Nizza fiel die Bordelektronik komplett aus. Die Maschine kollidierte bei Saluzzo (Italien) mit Bergen. Alle sechs Insassen kamen ums Leben, der Pilot sowie die fünf Passagiere, darunter der Großindustrielle Harald Quandt.[4]

- Am 18. Dezember 1970 fiel in der HFB 320 mit dem Luftfahrzeugkennzeichen D-CIRO auf einem Überführungsflug von Hamburg nach Köln/Bonn das elektrische System aus. Um in Sichtflugwetterbedingungen zu gelangen, flogen die Piloten in Richtung Nordsee. In Ermangelung eines zwischen den Wolken sichtbaren Flughafens wurde eine Notlandung mit eingefahrenem Fahrwerk auf dem Strand der niederländischen Insel Texel durchgeführt. Beide Piloten überlebten. Die ohnehin beschädigte Maschine wurde bei der Bergung endgültig demoliert.[5]

- Am 27. Mai 1972 verunglückte eine DHC-6-100 Twin Otter (Kennzeichen D-IDHC) beim Start vom Flugplatz Helgoland-Düne. Acht der 13 Insassen kamen ums Leben (siehe auch General-Air-Flug 005).[6][7][8]

- Am 19. Februar 1975 missglückte ein ADF-Anflug einer Jak-40 (Kennzeichen D-BOBD) auf dem Flughafen Saarbrücken. Das Flugzeug landete etwa in der Mitte der Landebahn. Nach dem Aufsetzen bemerkten die Piloten, dass die verbleibende Landebahnlänge zum Abbremsen nicht mehr reichen würde. Sie versuchten durchzustarten. Da aber der Reverser (die Schubumkehr) des mittleren Triebwerks schon aufgezogen war, misslang das Durchstartmanöver und das Flugzeug wurde seitlich von der Landebahn herunter gesteuert. Die mit 16 Passagieren besetzte Maschine kollidierte mit Bäumen. Außer dem schwerverletzten Flugkapitän kamen keine Personen zu Schaden. Das Flugzeug wurde als Totalschaden abgeschrieben.[9]